# ارلینگ کاگه
ارلینگ کاگه (به انگلیسی: Erling Kagge) ماجراجو و نویسندهٔ نروژی است.